# Elberfelder Bibel
Die Elberfelder Bibel ist eine deutsche Bibelübersetzung, die erstmals 1855 (Neues Testament) bzw. 1871 (Altes Testament) erschien. Sie konnte zwar nie die gleiche Verbreitung wie die Lutherbibel finden, hat aber im Laufe der Zeit wegen ihrer begriffsnahen Übersetzungsweise und Texttreue viele Freunde gewonnen. Die Wörtlichkeit der Übersetzung hat in ihr Vorrang vor sprachlicher Schönheit. Damit wurde sie zum Vorbild für viele weitere Übersetzungen.
Der Name bürgerte sich ein, weil ein großer Teil der Übersetzungsarbeit in Elberfeld (seit 1. August 1929 ein Stadtteil von Wuppertal) stattfand. Initiatoren der Übersetzung waren John Nelson Darby, Carl Brockhaus und Julius Anton von Poseck. Damit stand die Elberfelder Bibel anfangs in enger Verbindung mit der Brüderbewegung und dem Dispensationalismus.

## Textgrundlage
Die Elberfelder Übersetzung war eine der ersten deutschen Bibelübersetzungen, die im Neuen Testament mit dem Textus receptus grundsätzlich brach und neue Erkenntnisse der Textkritik widerspiegelte. So wurden die im 19. Jahrhundert entdeckten oder erstmals publizierten Codices der alexandrinischen Linie (z. B. Codex Sinaiticus und Codex Vaticanus) sogleich in die Übersetzung eingearbeitet. Die beiden heutigen Fassungen verwenden im Neuen Testament die textkritische Edition des Novum Testamentum Graece von Eberhard Nestle und Kurt Aland. Das Alte Testament basiert auf dem masoretischen Text, weicht aber (anders als andere Übersetzungen wie die Schlachter-Bibel) an einigen Stellen von diesem ab.

## Unterschiede zu anderen Übersetzungen
Die Elberfelder Bibel ist eine ausgangstextorientierte Bibelübersetzung. Ziel ist es, den Originaltext der biblischen Schriften möglichst unverfälscht und mit möglichst wenig theologischer Interpretation wiederzugeben. Die Nähe zu den Sprachen der Urtexte (Hebräisch, Aramäisch und Griechisch) bringt dadurch eine gewisse Entfernung von einem eingängigen Deutsch mit sich und führte in den ersten Ausgaben zu sprachlichen Härten. Seit den Revisionen ab 1960 waren die Übersetzer um bessere Lesbarkeit bemüht, ohne dabei den Anspruch der Texttreue aufzugeben.
Die Elberfelder Bibel gilt nach wie vor als diejenige unter den verbreiteten deutschen Übersetzungen, die dem Grundtext am nächsten kommt – neben dem Konkordanten Neuen Testament und einigen vor allem als Studienhilfen gedachten Übersetzungen wie der von Fridolin Stier, Herbert Jantzen oder dem Münchener Neuen Testament. Ziel der Übersetzung war und ist es, den „des Urtextes Unkundigen […] mit wenigen Kosten eine möglichst treu[e] und genaue Darstellung des Wortes Gottes in ihrer eigenen Sprache darzureichen“. Wörter, die der besseren Verständlichkeit wegen eingefügt wurden, aber nicht im Originaltext stehen, werden in der Elberfelder Bibel gekennzeichnet. Zusätzlich werden in Fußnoten alternative Lesarten und Verständnishinweise geboten. Bis zur Revision von 1960ff. wurde auf die Einfügung von Abschnittsüberschriften verzichtet, da sie auch in den Grundtexten nicht vorhanden sind.

## Revisionen
Bis zum Tod von Carl Brockhaus’ Sohn Rudolf Brockhaus (1932) wurde die Elberfelder Bibel von Auflage zu Auflage immer wieder durchgesehen und korrigiert (wobei Alfred Rochat die Hauptverantwortung für das Alte Testament, Emil Dönges die für das Neue Testament trug). Danach blieb sie fast 30 Jahre lang unverändert, bis 1960 eine Kommission aus den Kreisen der Brüderbewegung mit einer durchgreifenden Revision begann, die insgesamt 25 Jahre dauerte. Dabei bemühte man sich zum einen, Lesbarkeit und Verständlichkeit zu verbessern (wobei der sprachliche Wohlklang aber weiterhin der angestrebten Originaltreue untergeordnet blieb), zum anderen wurden neue Erkenntnisse der biblischen Textkritik berücksichtigt. Das Ergebnis erschien als „Revidierte Elberfelder Übersetzung“ 1975 (Neues Testament mit Psalmen) bzw. 1985 (vollständige Bibel).
Im Vorwort wurden zwei Probleme, die auch die ursprünglichen Übersetzer schon beschäftigt hatten, ausführlich thematisiert:
„… die Übersetzung des Namens ‚Jehova‘ im Alten Testament und des Wortes ‚Ekklesia‘ im Neuen Testament.
Bei ‚Jehova‘ fiel die Entscheidung nicht ganz so schwer. Die Israeliten haben nie ‚Jehova‘ gesagt, sondern wahrscheinlich ‚Jahwe‘. Später wagte man nicht mehr, den heiligen Gottesnamen auszusprechen, und sagte statt dessen ‚Adonaj‘ (= Herr). Damit man nun beim Vorlesen aus der Bibel daran erinnert wurde, ‚Adonaj‘ zu lesen und nicht versehentlich ‚Jahwe‘, setzten die Juden in ihren Bibelhandschriften zu den Konsonanten des Namens ‚Jahwe‘ (JHWH) die Vokale des Wortes ‚Adonaj‘ (êoa, wobei das Zeichen für ê auch für â stehen kann), so daß Nichteingeweihte daraus ‚Jehovah‘ lesen mußten. Daraus ergibt sich folgerichtig, daß ‚Jehova‘ kein Name ist und man ihn deshalb auch in unserer Sprache nicht so schreiben und aussprechen sollte. […] Bei der Revision wurde daher ‚Jehova‘ durch ‚HERR‘ ersetzt, und zwar mit Großschreibung aller Buchstaben, damit der Leser erkennen kann, daß an dieser Stelle im Grundtext die Buchstaben JHWH stehen. […]
Bei der Übersetzung des griechischen Wortes ‚Ekklesia‘ fiel die Entscheidung schwerer, da das Wort ‚Versammlung‘ die Tatsache, daß die Gemeinde die von Jesus Christus zusammengerufene Schar ist, gut zum Ausdruck bringt. Vor allem zwei Gründe haben dazu geführt, daß die Entscheidung dann doch für das Wort ‚Gemeinde‘ getroffen wurde.
1. Die Gemeinde ist keine vorübergehend versammelte Gruppe, wie etwa eine Betriebsversammlung, sondern eine Gemeinschaft, der Leib Christi, dessen Glieder dauerhaft zusammengehören. Dieser biblische Tatbestand wird durch das Wort ‚Gemeinde‘ besser ausgedrückt.
2. Schon die alten Übersetzer der Elberfelder Bibel hatten befürchtet, daß das Wort ‚Versammlung‘ im Laufe der Zeit eine denominationelle Spezialbedeutung bekommen könnte, was dann auch eintraf. In einem Zeitschriftenartikel heißt es: ‚Hätten die Übersetzer ahnen können, zu welch falschen Auslegungen und Unterstellungen die Wahl jenes Ausdrucks im Laufe der Jahre führen würde, möchten sie vielleicht trotz ihrer Bedenken die Übersetzung „Gemeinde“ gelassen haben …‘ (Rudolf Brockhaus im ‚Botschafter‘ 1911).“
In Teilen der Brüderbewegung stieß die revidierte Fassung jedoch auf Kritik. So wurde in den 1980er Jahren von Seiten der „geschlossenen Brüder“ mit einer eigenen Überarbeitung der alten „Elberfelder“ begonnen. 1999 erschien die erste Auflage des Neuen Testaments mit Fußnoten, 2003 die erste Auflage der komplett überarbeiteten Fassung (Elberfelder Bibel, Edition CSV Hückeswagen). Im Gegensatz zur „Revidierten“ wurde auf die Einfügung von Überschriften und Parallelstellen verzichtet. Auch in dieser Ausgabe ist JHWH mit „HERR“ wiedergegeben, ekklesia jedoch weiterhin mit „Versammlung“.
Zur Elberfelder Bibel gibt es seit 1937 eine Konkordanz.

### Zeittafel zur Geschichte der Elberfelder Bibel
| 1855 | Neue Uebersetzung des zweiten Theiles der Heiligen Schrift genannt Neues Testament. Aus dem Urtext übersetzt von einigen Christen. Elberfeld: Selbstverlag der Herausgeber, gedruckt bei Sam. Lucas. | erste Ausgabe des Neuen Testaments |
| 1859 | Die Psalmen. Aus dem Urtext übersetzt. Elberfeld: im Selbstverlage des Herausgebers. | erste Ausgabe der Psalmen |
| 1871 | Die Heilige Schrift. Erster Theil genannt Altes Testament. Aus dem Urtext übersetzt. Elberfeld: in Commission bei W. Langewiesche, vormals W. Hassel’s Buchhandlung.                                 | erste Ausgabe des Alten Testaments, zusammen mit: Zweiter Theil genannt Neues Testament. Aus dem Urtext übersetzt. Dritte durchgesehene Ausgabe |
| 1885 | Die Heilige Schrift. Aus dem Urtext übersetzt. Taschen-Ausgabe. Elberfeld: C. Brockhaus. | erste Taschenausgabe |
| 1905 | Die Heilige Schrift. Aus dem Urtext übersetzt. Elberfeld: R. Brockhaus. | erste Ausgabe in lateinischer Schrift, sog. Perlbibel                                                                                           |
| 1927 | Die Heilige Schrift. Aus dem Grundtext übersetzt. 2. Auflage der Perlbibel. Elberfeld: R. Brockhaus.                                                                                                 | zweite Ausgabe in lateinischer Schrift; bis heute erhältlich                                                                                    |
| 1934 | Die Heilige Schrift. Aus dem Grundtext übersetzt. Taschenausgabe. 10. Auflage. Wuppertal-Elberfeld: R. Brockhaus.                                                                                    | letzte Textgestalt der „nicht revidierten“ Elberfelder Bibel; in Frakturschrift                                                                 |
| 1975 | Die Heilige Schrift. Das Neue Testament und Die Psalmen. Revidierte Elberfelder Übersetzung. Wuppertal: R. Brockhaus.                                                                                | erste Ausgabe des revidierten Neuen Testaments                                                                                                  |
| 1985 | Die Heilige Schrift. Aus dem Grundtext übersetzt. Revidierte Elberfelder Bibel. Wuppertal: R. Brockhaus.                                                                                             | erste Ausgabe der revidierten Gesamtbibel |
| 1999 | Das Neue Testament. Die Heilige Schrift, 2. Teil. Aus dem Grundtext übersetzt. Wuppertal/Hückeswagen: R. Brockhaus / Christliche Schriftenverbreitung.                                               | behutsamer überarbeitete Ausgabe der „geschlossenen Brüder“ als Alternative zur revidierten Elberfelder Übersetzung                             |
| 2003 | Die Heilige Schrift. Aus dem Grundtext übersetzt. Hückeswagen: Christliche Schriftenverbreitung. | erste Gesamtausgabe der „Überarbeiteten Elberfelder Bibel“ (seit 2005 „Elberfelder Übersetzung, Edition CSV Hückeswagen“)                       |
| 2006 | Elberfelder Bibel. Wuppertal/Dillenburg: R. Brockhaus / Christliche Verlagsgesellschaft. | erneut durchgesehene Ausgabe der revidierten Elberfelder Bibel unter Berücksichtigung der neuen Rechtschreibung                                 |